# Toru Kobayashi
Toru Kobayashi (Japans: 小林 徹, Kobayashi Toru) (19 mei 1952) is een Japanse componist en muziekpedagoog.
Na het behalen van zijn diploma's werd hij muziekleraar aan het gymnasium "Odawara Kōkkō" in de prefectuur Kanagawa-ken. Verder is hij bezig als freelance componist en schrijft vooral werken voor harmonieorkest, maar ook kamermuziek.

## Composities

### Werken voor harmonieorkest
- 1974: - Sinfonia, voor harmonieorkest
- - Etudes, voor harmonieorkest
- - Symphonic Dance, voor harmonieorkest[1]